# Punanus tenuis
Punanus tenuis is een hooiwagen uit de familie Epedanidae.